# David Garrick (film 1913 Plumb)
David Garrick è un film muto del 1913 diretto da Hay Plumb.

## Trama
La storia d'amore tra il grande attore inglese David Garrick e Ada Ingot. Dapprima lui si finge un ubriacone per tenere a distanza la ragazza. Poi, se ne innamora.

## Produzione
Il film fu prodotto dalla Hepworth.

## Distribuzione
Distribuito dalla Ruffells, il film uscì nelle sale cinematografiche britanniche nel dicembre 1913.
Fu distrutto nel 1924 dallo stesso produttore, Cecil M. Hepworth. Fallito, in gravissime difficoltà finanziarie, Hepworth pensò in questo modo di poter almeno recuperare il nitrato d'argento della pellicola.